# Naum Grebnev
Naum Grebnev (în rusă Наум Исаевич Гребнев; n. 20 noiembrie 1921, Harbin, Republica Chineză – d. 2 ianuarie 1988, Moscova, URSS) a fost un poet rus.